# Équipe de France de football en 1954
Chronologie
Saison précédente Saison suivante
Cet article concerne l'équipe de France de football en 1954.
- Le 25 septembre Paul Nicolas revient au comité de sélection avec Gaston Barreau, Jean Rigal et Alexis Thépot.

- Jules Bigot devenant entraîneur.

- Lors du match contre  Allemagne de l'Ouest, la rencontre a été retransmise à la télévision pour la première fois.

## Matchs
| Date             | Stade                                           | Adversaire           | Score | Comp         | Buteurs français                                |
| 11 avril 1954    | Stade olympique Yves-du-Manoir Colombes, France | Italie               | D 1-3 | A            | Piantoni (26e)                                  |
| 30 mai 1954      | Stade du Heysel Bruxelles, Belgique             | Belgique             | N 3-3 | A            | Vincent (7e), C. Huysmans (39ecsc), Kopa (70e)  |
| 16 juin 1954     | Stade de la Pontaise Lausanne, Suisse           | Yougoslavie          | D 0-1 | CM (1ertour) | -                                               |
| 19 juin 1954     | Stade des Charmilles Genève, Suisse             | Mexique              | V 3-2 | CM (1ertour) | Vincent (19e), Cárdenas (46ecsc), Kopa (88epen) |
| 16 octobre 1954  | Niedersachsenstadion Hanovre, RFA               | Allemagne de l'Ouest | V 3-1 | A            | Foix (33e & 55e) & Vincent (35e)                |
| 11 novembre 1954 | Stade olympique Yves-du-Manoir Colombes, France | Belgique             | N 2-2 | A            | Kopa (75e & 87epen)                             |

A : match amical. CM : match de la coupe du monde 1954.

## Joueurs
| Joueurs                                                              |    |    |    |    |     |    |
| Gardiens de but                                                      |    |    |    |    |     |    |
| René Vignal (RC Paris) (17e et dernière sélection)                   | 90 |    |    |    |     |    |
| César Ruminski (Lille OSC) (7e et dernière sélection)                |    | 90 |    |    |     |    |
| François Remetter (FC Metz/FC Sochaux)                               |    |    | 90 | 90 | 90  | 90 |
| Défenseurs                                                           |    |    |    |    |     |    |
| Lazare Gianessi (AS Monaco) (3 dernières sélections)                 | 90 |    | 90 | 90 |     |    |
| Robert Jonquet (Stade de Reims)                                      | 90 |    | 90 |    | 90  | 90 |
| Roger Marche (Stade de Reims/RC Paris)                               | 90 |    |    | 90 | 90  | 90 |
| Daniel Carpentier (UA Sedan Torcy) (1re et dernière sélection)       |    | 90 |    |    |     |    |
| Robert Lemaître (LOSC) (2d et dernière sélection)                    |    | 90 |    |    |     |    |
| Raymond Kaelbel (RC Strasbourg) (1re sélection)                      |    |    | 90 | 90 | 90  | 90 |
| Xercès Louis (RC Lens) (1re sélection)                               |    |    |    |    | 90  | 90 |
| Milieux                                                              |    |    |    |    |     |    |
| Jean-Jacques Marcel (FC Sochaux)                                     | 90 | 90 | 90 | 90 |     |    |
| Armand Penverne (Stade de Reims)                                     | 90 |    | 90 |    |     |    |
| André Strappe (LOSC) (3 dernières sélections)                        |    | 90 | 90 | 90 |     |    |
| René Dereuddre (Toulouse FC) (1re sélection)                         |    | 90 | 90 | 90 | 90  | 90 |
| Abderrahman Mahjoub (OGC Nice/RC Paris)                              |    | 90 |    | 90 | 90  | 90 |
| Michel Leblond (Stade de Reims) (1re sélection)                      |    | 90 |    |    |     |    |
| Antoine Cuissard (OGC Nice) (27e et dernière sélection)              |    | 90 |    |    |     |    |
| Léon Glovacki (Stade de Reims) (4e sélection)                        |    |    | 90 |    |     |    |
| Abdelaziz Ben Tifour (AS Troyes-Savinienne) (2d sélection)           |    |    |    | 90 |     |    |
| Larbi Ben Barek (Olympique de Marseille) (17e et dernière sélection) |    |    |    |    | 27  |    |
| Attaquants                                                           |    |    |    |    |     |    |
| Raymond Kopa (Stade de Reims)                                        | 90 | 90 | 90 | 90 | 90  | 90 |
| Thadée Cisowski (RC Paris) (5e sélection)                            | 90 |    |    |    |     |    |
| Joseph Ujlaki (OGC Nice) (11e sélection)                             | 90 |    |    |    |     |    |
| Roger Piantoni (FC Nancy) (8e sélection)                             | 90 |    |    |    |     |    |
| Léon Deladerrière (FC Nancy) (6e sélection)                          | 90 |    |    |    |     |    |
| Jean Vincent (LOSC)                                                  |    | 90 | 90 | 90 | 90  | 90 |
| Pierre Grillet (RC Paris) (1re sélection)                            |    |    |    |    | 90  | 90 |
| Jacques Foix (AS Saint-Étienne)                                      |    |    |    |    | r63 | 90 |